# فدراسیون بسکتبال ایرلند
فدراسیون بسکتبال ایرلند (ایرلندی: Cispheil Éireann) نهاد اداره کننده ورزش بسکتبال در کشور جمهوری ایرلند است. این فدراسیون که در سال ۱۹۴۵ تاسیس شده مقر آن در شهر دوبلین قرار دارد.